# Championnats du monde de natation en petit bassin 2022
Navigation
Édition 2021 Édition 2024
Les Championnats du monde de natation en petit bassin 2022, seizième édition des championnats du monde de natation en petit bassin, ont lieu du 13 au 18 décembre 2022 à Melbourne, en Australie.
Les championnats étaient initialement prévus du 17 au 22 décembre 2022 au Palais des sports nautiques de Kazan, en Russie, mais ont été relocalisés par la FINA en réponse à l'invasion russe de l'Ukraine en 2022. Tous les athlètes et officiels de Russie et de Biélorussie ont été bannis des championnats par la FINA.
Pour la première fois aux championnats du monde  en petit bassin, le 800 mètres nage libre est disputé par les hommes et le 1500 mètres nage libre par les femmes.

## Podiums

### Hommes
| Épreuves             | Or | Or                   | Argent | Argent           | Bronze | Bronze           |
| -------------------- | --- | -------------------- | --- | ---------------- | --- | ---------------- |
| Nage libre           | |                      | |                  | |                  |
| 50 m                 | Jordan Crooks | 20 s 46              | Benjamin Proud | 20 s 49          | Dylan Carter | 20 s 72          |
| 100 m                | Kyle Chalmers | 45 s 16 CR           | Maxime Grousset | 45 s 41          | Alessandro Miressi | 45 s 57          |
| 200 m                | Hwang Sun-woo | 1 min 39 s 72 CR, AS | David Popovici | 1 min 40 s 79    | Tom Dean | 1 min 40 s 86    |
| 400 m                | Kieran Smith | 3 min 34 s 38 AM     | Thomas Neill | 3 min 35 s 05    | Danas Rapšys | 3 min 36 s 26    |
| 800 m                | Gregorio Paltrinieri | 7 min 29 s 99 CR     | Henrik Christiansen | 7 min 31 s 48    | Logan Fontaine | 7 min 33 s 12    |
| 1 500 m              | Gregorio Paltrinieri | 14 min 16 s 88       | Damien Joly | 14 min 19 s 62   | Henrik Christiansen | 14 min 24 s 08   |
| Dos                  | |                      | |                  | |                  |
| 50 m                 | Ryan Murphy | 22 s 64              | Isaac Cooper | 22 s 73          | Kacper Stokowski | 22 s 74          |
| 100 m                | Ryan Murphy | 48 s 50 CR           | Lorenzo Mora | 49 s 04          | Isaac Cooper | 49 s 52          |
| 200 m                | Ryan Murphy | 1 min 47 s 41        | Shaine Casas | 1 min 48 s 01    | Lorenzo Mora | 1 min 48 s 45    |
| Brasse               | |                      | |                  | |                  |
| 50 m                 | Nic Fink | 25 s 38 CR, AM       | Nicolò Martinenghi | 25 s 42          | Simone Cerasuolo | 25 s 68          |
| 100 m                | Nic Fink | 55 s 88              | Nicolò Martinenghi | 56 s 07          | Adam Peaty | 56 s 25          |
| 200 m                | Daiya Seto | 2 min 0 s 35 AS      | Nic Fink | 2 min 1 s 60 AM  | Qin Haiyang | 2 min 2 s 22     |
| Papillon             | |                      | |                  | |                  |
| 50 m                 | Nicholas Santos | 21 s 78 CR           | Noè Ponti | 21 s 96          | Szebasztián Szabó | 21 s 98          |
| 100 m                | Chad le Clos | 48 s 59              | Ilya Kharun | 49 s 03          | Marius Kusch | 49 s 12          |
| 200 m                | Chad le Clos | 1 min 48 s 27 AF     | Daiya Seto | 1 min 49 s 22    | Noè Ponti | 1 min 49 s 42    |
| 4 nages              | |                      | |                  | |                  |
| 100 m                | Thomas Ceccon | 50 s 97              | Javier Acevedo | 51 s 05          | Finlay Knox | 51 s 10          |
| 200 m                | Matthew Sates | 1 min 50 s 15 AF     | Carson Foster | 1 min 50 s 96    | Finlay Knox | 1 min 51 s 04    |
| 400 m                | Daiya Seto | 3 min 55 s 75        | Carson Foster | 3 min 57 s 63    | Matthew Sates | 3 min 59 s 21    |
| Relais               | |                      | |                  | |                  |
| 4 × 50 m nage libre  | Australie - Isaac Cooper - Matthew Temple - Flynn Southam - Kyle Chalmers - Grayson Bell | 1 min 23 s 44 OC     | Italie - Alessandro Miressi - Leonardo Deplano - Thomas Ceccon - Manuel Frigo - Paolo Conte Bonin                      | 1 min 23 s 48    | Pays-Bas - Kenzo Simons - Nyls Korstanje - Stan Pijnenburg - Thom de Boer                                                                                  | 1 min 23 s 75    |
| 4 × 100 m nage libre | Italie - Alessandro Miressi - Paolo Conte Bonin - Leonardo Deplano - Thomas Ceccon - Manuel Frigo                                                                                               | 3 min 2 s 75 WR      | Australie - Flynn Southam - Matthew Temple - Thomas Neill - Kyle Chalmers - Shaun Champion                             | 3 min 4 s 63 OC  | États-Unis - Drew Kibler - Shaine Casas - Carson Foster - Kieran Smith - David Curtiss - Trenton Julian                                                    | 3 min 5 s 09     |
| 4 × 200 m nage libre | États-Unis - Kieran Smith - Carson Foster - Trenton Julian - Drew Kibler - Jake Magahey - Jake Foster                                                                                           | 6 min 44 s 12 WR     | Australie - Thomas Neill - Kyle Chalmers - Flynn Southam - Mack Horton - Clyde Lewis - Stuart Swinburn - Brendon Smith | 6 min 46 s 54 OC | Italie - Matteo Ciampi - Thomas Ceccon - Alberto Razzetti - Paolo Conte Bonin - Manuel Frigo                                                               | 6 min 49 s 63    |
| 4 × 50 m 4 nages     | Italie - Lorenzo Mora - Nicolò Martinenghi - Matteo Rivolta - Leonardo Deplano - Simone Cerasuolo - Thomas Ceccon - Alessandro Miressi                                                          | 1 min 29 s 72 WR     | États-Unis - Ryan Murphy - Nic Fink - Shaine Casas - Michael Andrew - Hunter Armstrong - Trenton Julian - Kieran Smith | 1 min 30 s 37 AM | Australie - Isaac Cooper - Grayson Bell - Matthew Temple - Kyle Chalmers - Shaun Champion - Flynn Zareb Southam                                            | 1 min 30 s 81 OC |
| 4 × 100 m 4 nages    | Australie - Isaac Cooper - Joshua Yong - Matthew Temple - Kyle Chalmers - Shaun Champion États-Unis - Ryan Murphy - Nic Fink - Trenton Julian - Kieran Smith - Hunter Armstrong - Carson Foster | 3 min 18 s 98 WR     | NC | NC               | Italie - Lorenzo Mora - Nicolò Martinenghi - Matteo Rivolta - Alessandro Miressi - Thomas Ceccon - Simone Cerasuolo - Alberto Razzetti - Paolo Conte Bonin | 3 min 19 s 06 ER |

### Femmes
| Épreuves             | Or | Or                    | Argent | Argent           | Bronze | Bronze          |
| -------------------- | --- | --------------------- | --- | ---------------- | --- | --------------- |
| Nage libre           | |                       | |                  | |                 |
| 50 m                 | Emma McKeon | 23 s 04 CR, OC        | Katarzyna Wasick | 23 s 55          | Anna Hopkin | 23 s 68         |
| 100 m                | Emma McKeon | 50 s 77 CR            | Siobhán Haughey | 50 s 87          | Marrit Steenbergen | 51 s 25         |
| 200 m                | Siobhán Haughey | 1 min 51 s 65         | Rebecca Smith | 1 min 52 s 24    | Marrit Steenbergen | 1 min 52 s 28   |
| 400 m                | Lani Pallister | 3 min 55 s 04         | Erika Fairweather | 3 min 56 s 00    | Leah Smith | 3 min 59 s 78   |
| 800 m                | Lani Pallister | 8 min 4 s 07          | Erika Fairweather | 8 min 10 s 41    | Miyu Namba | 8 min 12 s 98   |
| 1 500 m              | Lani Pallister | 15 min 21 s 43 CR, OC | Miyu Namba | 15 min 46 s 76   | Kensey McMahon | 15 min 49 s 15  |
| Dos                  | |                       | |                  | |                 |
| 50 m                 | Maggie Mac Neil | 25 s 25 WR            | Claire Curzan | 25 s 54          | Mollie O'Callaghan | 25 s 61 OC      |
| 100 m                | Kaylee McKeown | 55 s 49               | Mollie O'Callaghan | 55 s 62          | Claire Curzan Ingrid Wilm | 55 s 74         |
| 200 m                | Kaylee McKeown | 1 min 59 s 26         | Claire Curzan | 2 min 0 s 53     | Kylie Masse | 2 min 1 s 26    |
| Brasse               | |                       | |                  | |                 |
| 50 m                 | Rūta Meilutytė | 28 s 50               | Lara van Niekerk | 29 s 09 AF       | Lilly King | 29 s 11         |
| 100 m                | Lilly King | 1 min 2 s 67          | Tes Schouten | 1 min 3 s 90     | Anna Elendt | 1 min 4 s 05    |
| 200 m                | Kate Douglass | 2 min 15 s 77 CR      | Lilly King | 2 min 17 s 13    | Tes Schouten | 2 min 18 s 19   |
| Papillon             | |                       | |                  | |                 |
| 50 m                 | Torri Huske Maggie Mac Neil | 24 s 64               | NC | NC               | Zhang Yufei | 24 s 71 =AS     |
| 100 m                | Maggie Mac Neil | 54 s 05 WR            | Torri Huske | 54 s 75          | Louise Hansson | 54 s 87         |
| 200 m                | Dakota Luther | 2 min 3 s 37          | Hali Flickinger | 2 min 3 s 78     | Elizabeth Dekkers | 2 min 3 s 94    |
| 4 nages              | |                       | |                  | |                 |
| 100 m                | Marrit Steenbergen | 57 s 53               | Béryl Gastaldello | 57 s 63          | Louise Hansson | 57 s 68         |
| 200 m                | Kate Douglass | 2 min 2 s 12 AM       | Alex Walsh | 2 min 3 s 37     | Kaylee McKeown | 2 min 3 s 57 OC |
| 400 m                | Hali Flickinger | 4 min 26 s 51         | Sara Franceschi | 4 min 28 s 58    | Waka Kobori | 4 min 29 s 03   |
| Relais               | |                       | |                  | |                 |
| 4 × 50 m nage libre  | États-Unis - Torri Huske - Claire Curzan - Erika Brown - Kate Douglass - Erin Gemmell - Natalie Hinds - Alex Walsh               | 1 min 33 s 89 CR, AM  | Australie - Meg Harris - Madison Wilson - Mollie O'Callaghan - Emma McKeon - Alexandria Perkins - Brittany Castelluzzo           | 1 min 34 s 23 OC | Pays-Bas - Kim Busch - Maaike de Waard - Kira Toussaint - Valerie van Roon - Tessa Vermeulen                                         | 1 min 35 s 36   |
| 4 × 100 m nage libre | Australie - Mollie O'Callaghan - Madison Wilson - Meg Harris - Emma McKeon - Leah Neale                                          | 3 min 25 s 43 WR      | États-Unis - Torri Huske - Kate Douglass - Claire Curzan - Erika Brown - Erin Gemmell - Natalie Hinds                            | 3 min 26 s 29 AM | Canada - Rebecca Smith - Taylor Ruck - Maggie Mac Neil - Katerine Savard - Mary-Sophie Harvey                                        | 3 min 28 s 06   |
| 4 × 200 m nage libre | Australie - Madison Wilson - Mollie O'Callaghan - Leah Neale - Lani Pallister - Meg Harris - Brittany Castelluzzo - Laura Taylor | 7 min 30 s 87 WR      | Canada - Rebecca Smith - Katerine Savard - Mary-Sophie Harvey - Taylor Ruck - Sydney Pickrem - Kelsey Wog                        | 7 min 34 s 47    | États-Unis - Alex Walsh - Hali Flickinger - Erin Gemmell - Leah Smith - Erika Brown - Jillian Cox                                    | 7 min 34 s 70   |
| 4 × 50 m 4 nages     | Australie - Mollie O'Callaghan - Chelsea Hodges - Emma McKeon - Madison Wilson - Kaylee McKeown - Jenna Strauch                  | 1 min 42 s 35 WR      | États-Unis - Claire Curzan - Lilly King - Torri Huske - Kate Douglass - Alex Walsh - Annie Lazor - Erika Brown - Natalie Hinds   | 1 min 42 s 41    | Suède - Louise Hansson - Klara Thormalm - Sara Junevik - Michelle Coleman - Hanna Rosvall - Sofia Åstedt                             | 1 min 42 s 43   |
| 4 × 100 m 4 nages    | États-Unis - Claire Curzan - Lilly King - Torri Huske - Kate Douglass - Alex Walsh - Erika Brown                                 | 3 min 44 s 35 WR      | Australie - Kaylee McKeown - Jenna Strauch - Emma McKeon - Meg Harris - Mollie O'Callaghan - Chelsea Hodges - Alexandria Perkins | 3 min 44 s 92 OC | Canada - Ingrid Wilm - Sydney Pickrem - Maggie Mac Neil - Taylor Ruck - Kylie Masse - Rachel Nicol - Katerine Savard - Rebecca Smith | 3 min 46 s 22   |

### Mixtes
| Épreuves            | Or | Or               | Argent                                                                                                 | Argent           | Bronze | Bronze        |
| ------------------- | --- | ---------------- | --- | ---------------- | --- | ------------- |
| Relais              | |                  | |                  | |               |
| 4 × 50 m nage libre | France - Maxime Grousset - Florent Manaudou - Béryl Gastaldello - Mélanie Henique - Mary-Ambre Moluh          | 1 min 27 s 33 WR | Australie - Kyle Chalmers - Matthew Temple - Meg Harris - Emma McKeon - Flynn Southam - Madison Wilson | 1 min 28 s 3 OC  | Pays-Bas - Kenzo Simons - Thom de Boer - Maaike de Waard - Marrit Steenbergen - Stan Pijnenburg - Nyls Korstanje | 1 min 28 s 53 |
| 4 × 50 m 4 nages    | États-Unis- Ryan Murphy - Nic Fink - Kate Douglass - Torri Huske - Shaine Casas - Michael Andrew - Alex Walsh | 1 min 35 s 15 WR | Italie- Lorenzo Mora - Nicolò Martinenghi - Silvia di Pietro - Costanza Cocconcelli - Simone Cerasuolo | 1 min 36 s 01 ER | Canada- Kylie Masse - Javier Acevedo - Ilya Kharun - Maggie MacNeil - Ingrid Wilm - Rebecca Smith                | 1 min 36 s 93 |

## Tableau des médailles
- Pays organisateur

| Rang  | Nation            | Or | Argent | Bronze | Total |
| ----- | ----------------- | -- | ------ | ------ | ----- |
| 1     | États-Unis        | 17 | 13     | 6      | 36    |
| 2     | Australie         | 13 | 8      | 5      | 26    |
| 3     | Italie            | 5  | 6      | 5      | 16    |
| 4     | Canada            | 3  | 4      | 7      | 14    |
| 5     | Afrique du Sud    | 3  | 1      | 1      | 5     |
| 6     | Japon             | 2  | 2      | 2      | 6     |
| 7     | France            | 1  | 3      | 1      | 5     |
| 8     | Pays-Bas          | 1  | 1      | 6      | 8     |
| 9     | Hong Kong         | 1  | 1      | 0      | 2     |
| 10    | Lituanie          | 1  | 0      | 1      | 2     |
| 11    | Brésil            | 1  | 0      | 0      | 1     |
| 11    | Corée du Sud      | 1  | 0      | 0      | 1     |
| 11    | Îles Caïmans      | 1  | 0      | 0      | 1     |
| 14    | Nouvelle-Zélande  | 0  | 2      | 0      | 2     |
| 15    | Grande-Bretagne   | 0  | 1      | 3      | 4     |
| 16    | Norvège           | 0  | 1      | 1      | 2     |
| 16    | Pologne           | 0  | 1      | 1      | 2     |
| 16    | Suisse            | 0  | 1      | 1      | 2     |
| 19    | Roumanie          | 0  | 1      | 0      | 1     |
| 20    | Suède             | 0  | 0      | 3      | 3     |
| 21    | Allemagne         | 0  | 0      | 2      | 2     |
| 21    | Chine             | 0  | 0      | 2      | 2     |
| 23    | Hongrie           | 0  | 0      | 1      | 1     |
| 23    | Trinité-et-Tobago | 0  | 0      | 1      | 1     |
| Total | Total             | 50 | 46     | 49     | 145   |